# Fédération du Pará de football
La Fédération du Pará de football (Federação Paraense de Futebol en portugais) est un organisme sportif brésilien regroupant les clubs de football du Pará et organisant les compétitions au niveau régional, comme le championnat du Pará de football. Elle représente également les clubs du Pará au sein de la Fédération du Brésil de football. Elle fut fondée le 1er décembre 1969 et officiellement reconnue le 1er juillet 1970.